# Climent Baixas i Cuyas
Climent Baixas i Cuyas (* 1854 in Barcelona; † 4. Dezember 1936 ebendort) war ein katalanischer Organist und Komponist der Romantik.

## Leben und Werk
Climent Baixas i Cuyas trat zunächst in den Chor der Barceloneser Kirchengemeinde Sant Jaume ein und lernte dort bei Nicolau Manent Solfeggio, Harmonie und Klavier. Mit 16 Jahren setzte er sein Studium bei Anselm Barba und Josep Ribera fort. Baixas war bemüht, das Werk Richard Wagners in Katalonien bekannt zu machen. 1882 besuchte er die Uraufführung des Parsifal in Bayreuth. 
1874 wurde er Musiklehrer und Kapellmeister der Jesuiten von Barcelona. Er leistete dort und an anderen Barceloneser Schulen in kirchlicher Trägerschaft intensiven Musikunterricht.
Er komponierte Kirchenmusik für Singstimmen und Orchester oder für Orgel, so die Missa de Glòria, ein Te Deum, eine Passion sowie Motetten. Darüber hinaus komponierte er Instrumentalmusik für Klavier, Harmonium und Orchester (Präludien, Barcaroles, Märsche).